# Heterochroma thermida
Heterochroma thermida är en fjärilsart som beskrevs av George Francis Hampson 1908. Heterochroma thermida ingår i släktet Heterochroma och familjen nattflyn. Inga underarter finns listade i Catalogue of Life.